# ヨーロッパ彫刻家シンポジウム1961-1963
ヨーロッパ彫刻家シンポジウム1961-1963は、1961年8月13日、ベルリンの壁に対する抗議という事で、1961年から1963年にかけてドイツのベルリンで開催された。 これはまた、ベルリンの壁シンポジウムとも呼ばれている。

## 歴史
1961年の夏、ウィルツブルグ近くの　キルヒハイムの採石場で、カイザーシュタインブルフ彫刻シンポジウム （Bildhauersymposion Kaisersteinbruch）としてドイツで最初の国際彫刻シンポジウムが開催された。 そこで、アーティストたちはベルリンの壁の建設について学び、そのうちのいくつかは自発的にベルリンに行くことを決めた。 1961年10月から1962年の夏まで、彼らはベルリン市から提供されたライヒシュタグで制作した。 1963年には第2回彫刻シンポジウムが開催された。 その際には、公的機関と私的スポンサーがこのプロジェクトを支援した。

## 参加者
1961年から1963年に開催されたベルリンの彫刻シンポジウムの敷地内には記念石に18人の彫刻家が記載されている。 参加者は、7カ国のヨーロッパ諸国、イスラエル、日本出身であった。

## 1961年から1962年の参加者13人
- ヘルベルト・バウマン（ドイツ語版） - ドイツ
- ジョルジモシュ・ダインズ（Georges-Moshe Dyens） - フランス
- ローランド・ゴスクル（ドイツ語版） - オーストリア
- ウォルフガング・グロスマリオ（Wolfgang Gross-Mario） - ドイツ
- ラインホルド・ホームズ（Reinhold Hommes） - ドイツ
- 水井康雄 - 日本
- カール・プラントル（ドイツ語版） - オーストリア
- エリック・レイスケ（ドイツ語版） - ドイツ
- ブキ・シュワルツ（ドイツ語版） - ドイツ
- バルナ・サルトリー（Barna v. Sartory） - ハンガリー
- ウォルター・スタイナー（Walter Steiner） - スイス
- ヨアキム・フリッツ・シュルツーバンセン（ドイツ語版） - ドイツ
- ジョゼフ・ウィス（Josef Wyss） - スイス

1961年から1962年のベルリンでのヨーロッパ彫刻家シンポジウムはドイツ批評家賞を受賞した。

## 1963年参加者
また、文献には以下の参加者の名前も記載されている：
- ハインリッヒ・ブリュマック（ドイツ語版）
- ゲルソン・フュレンバック（ドイツ語版）
- 飯田善国
- コッソ・エロール（ドイツ語版）
- ルディガー・ウトツ・カンプマン（Rüdiger-Utz Kampmann）
- ウェルナー・マック（Werner Mach）
- ハンス・スタインブレナー（ドイツ語版）
- ピエール・ツケリー（ドイツ語版）
- ロルフ・ヨレス（ドイツ語版）

## ギャラリー

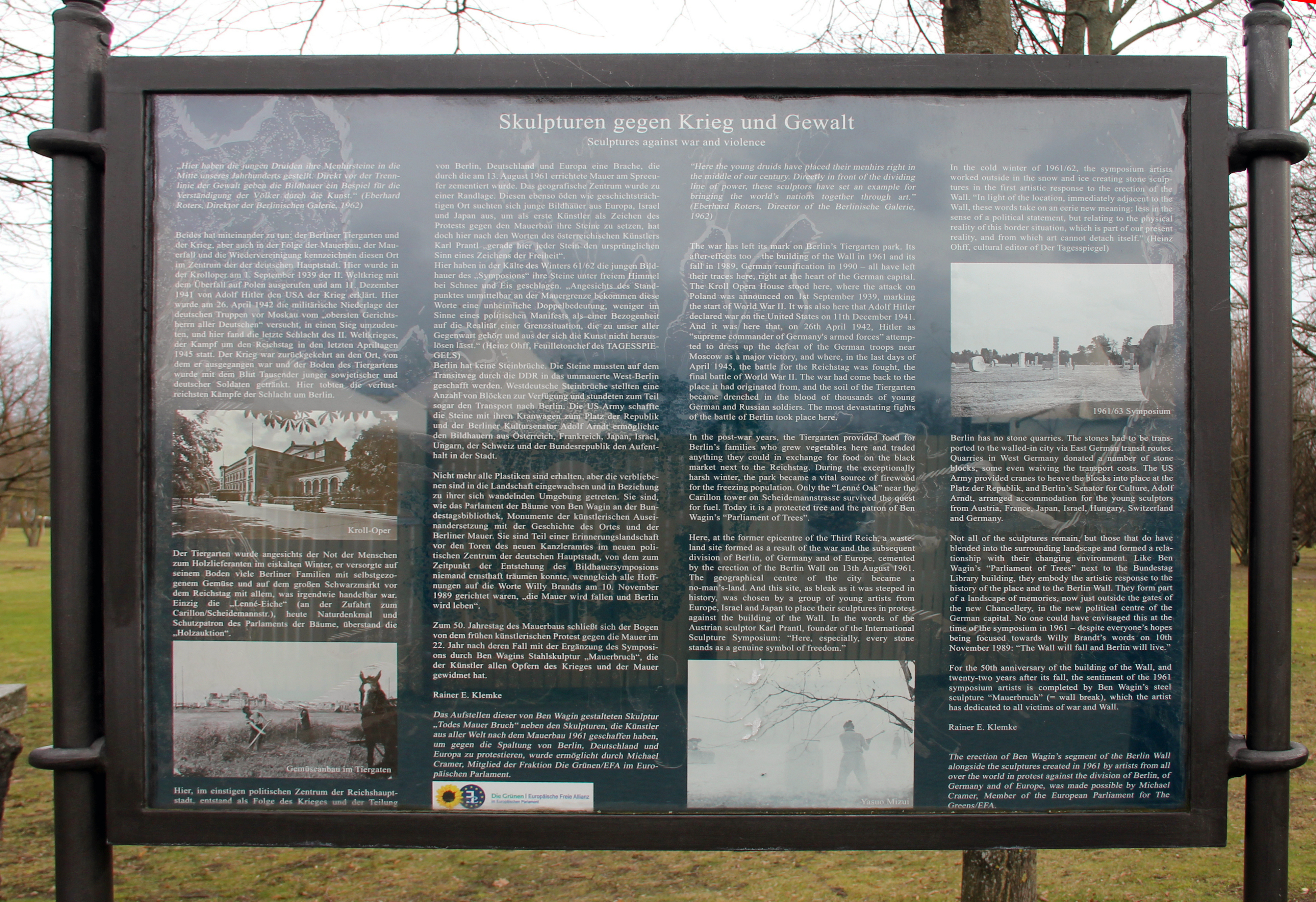
記念碑
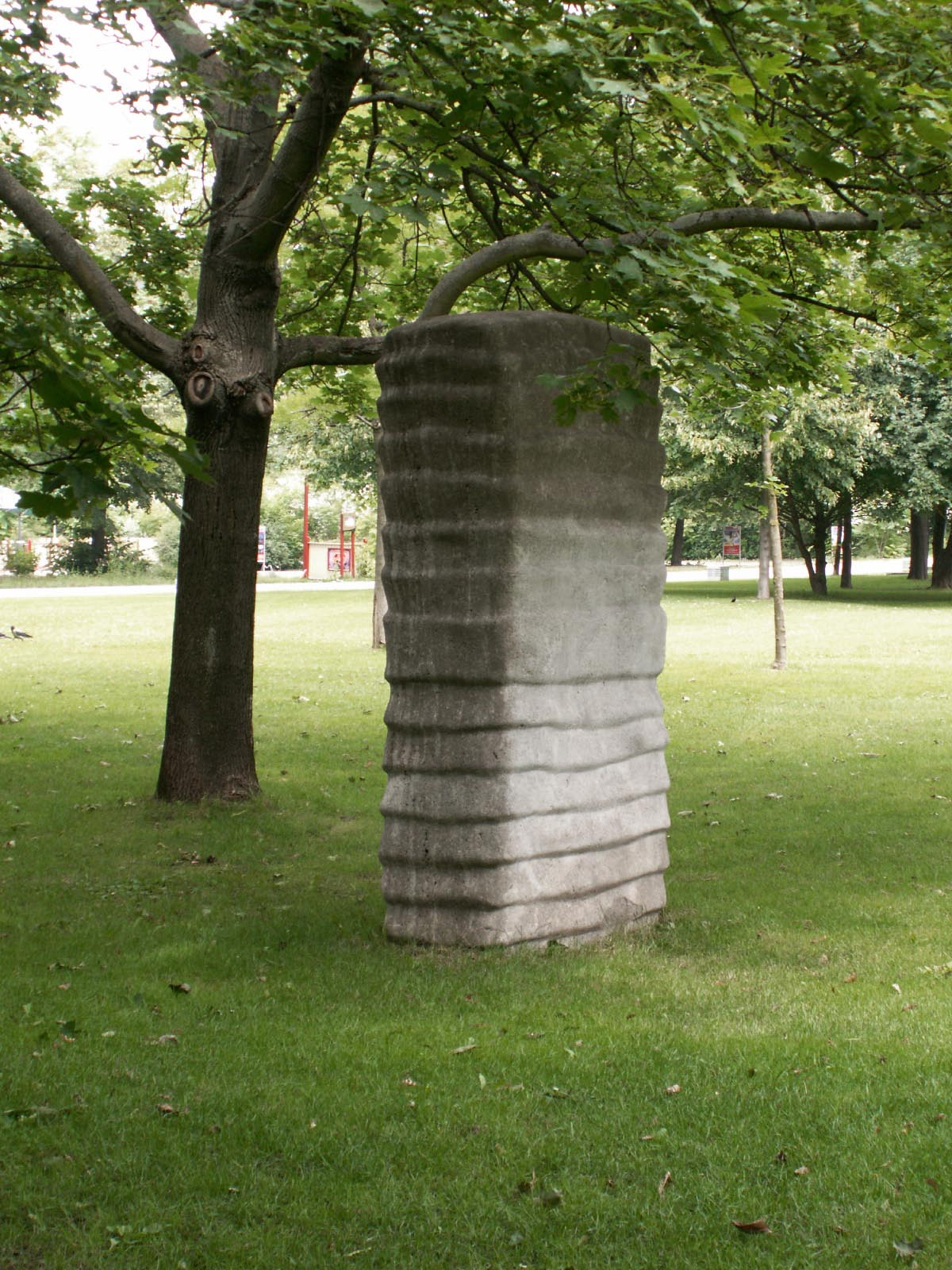
カール・プラントル
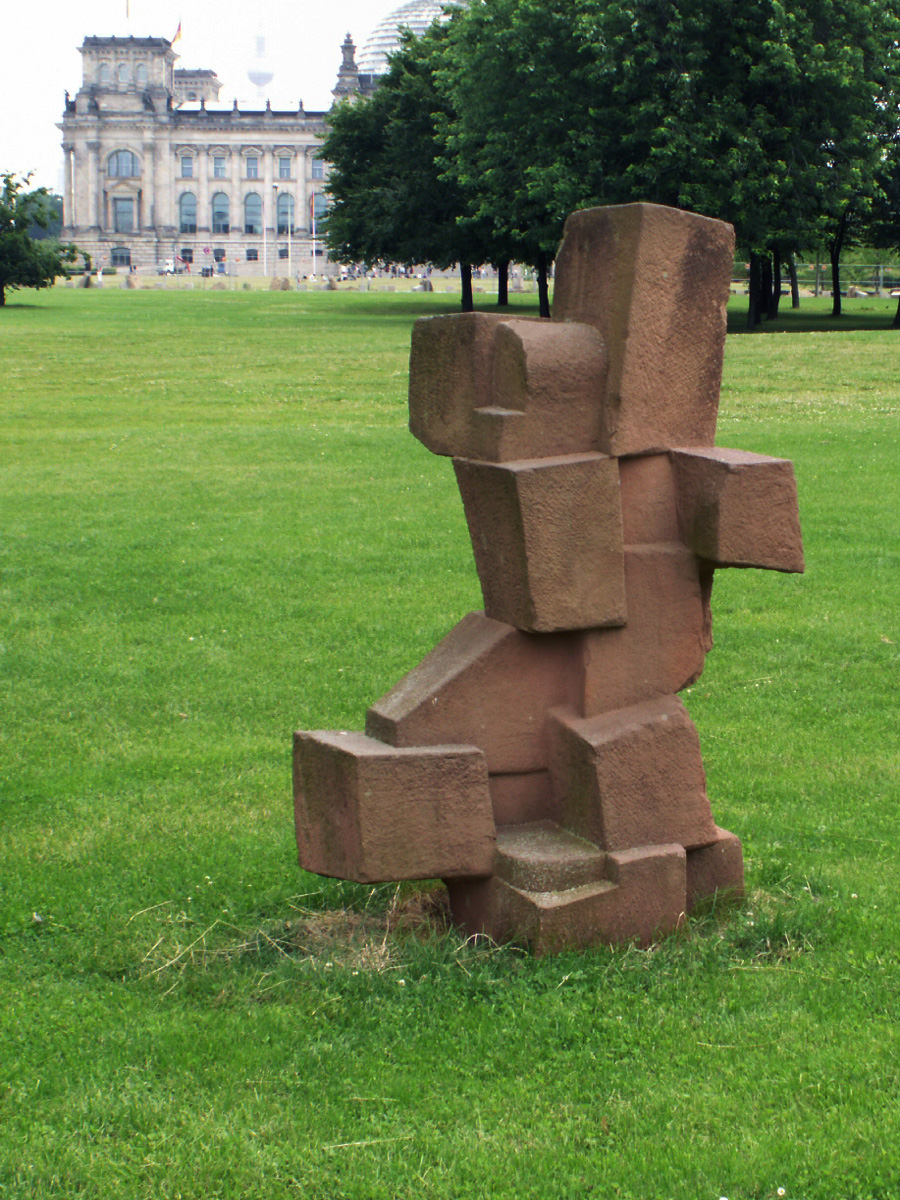
ウォルター・スタイナー
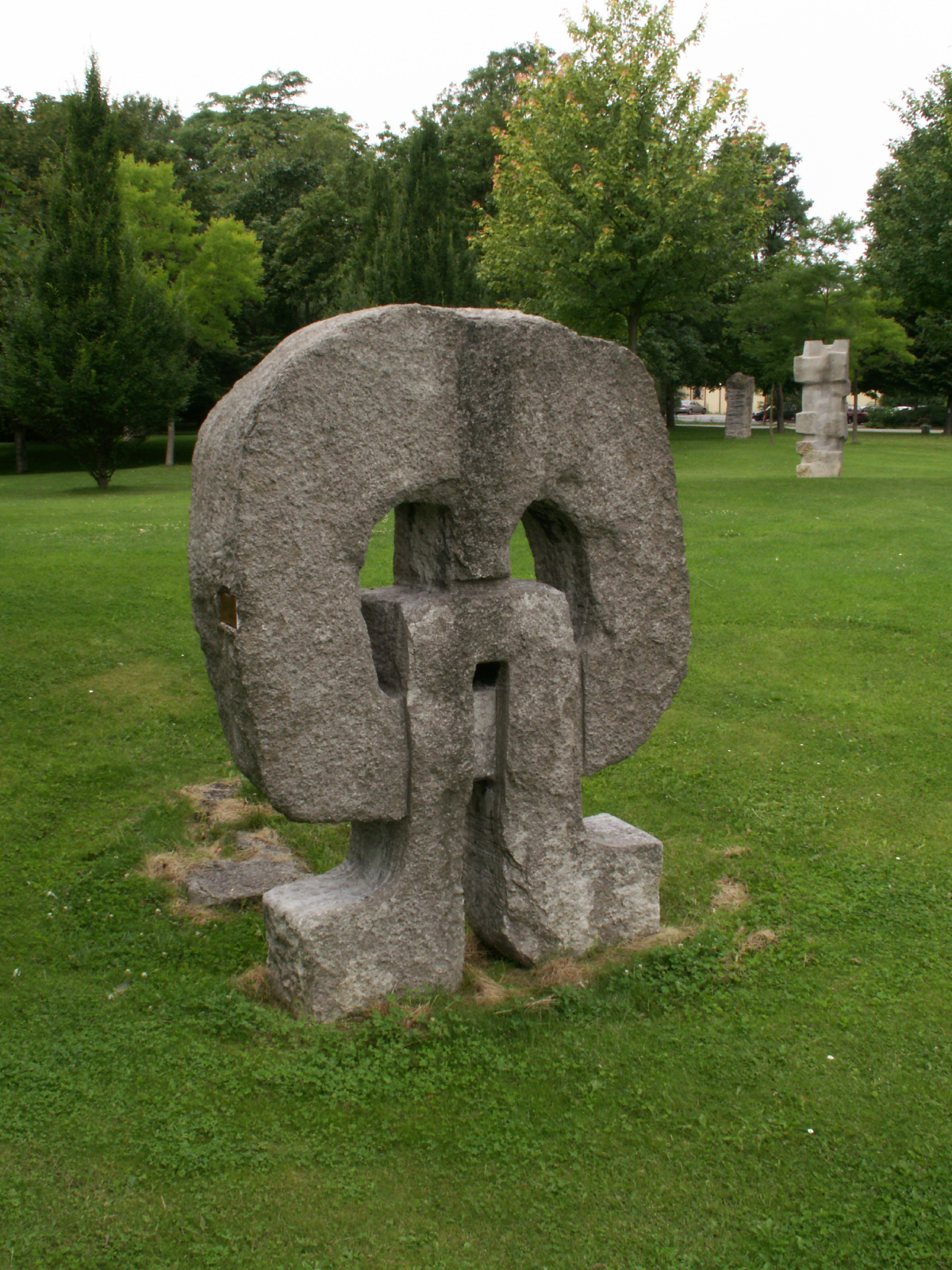
ピエール・シェケリ
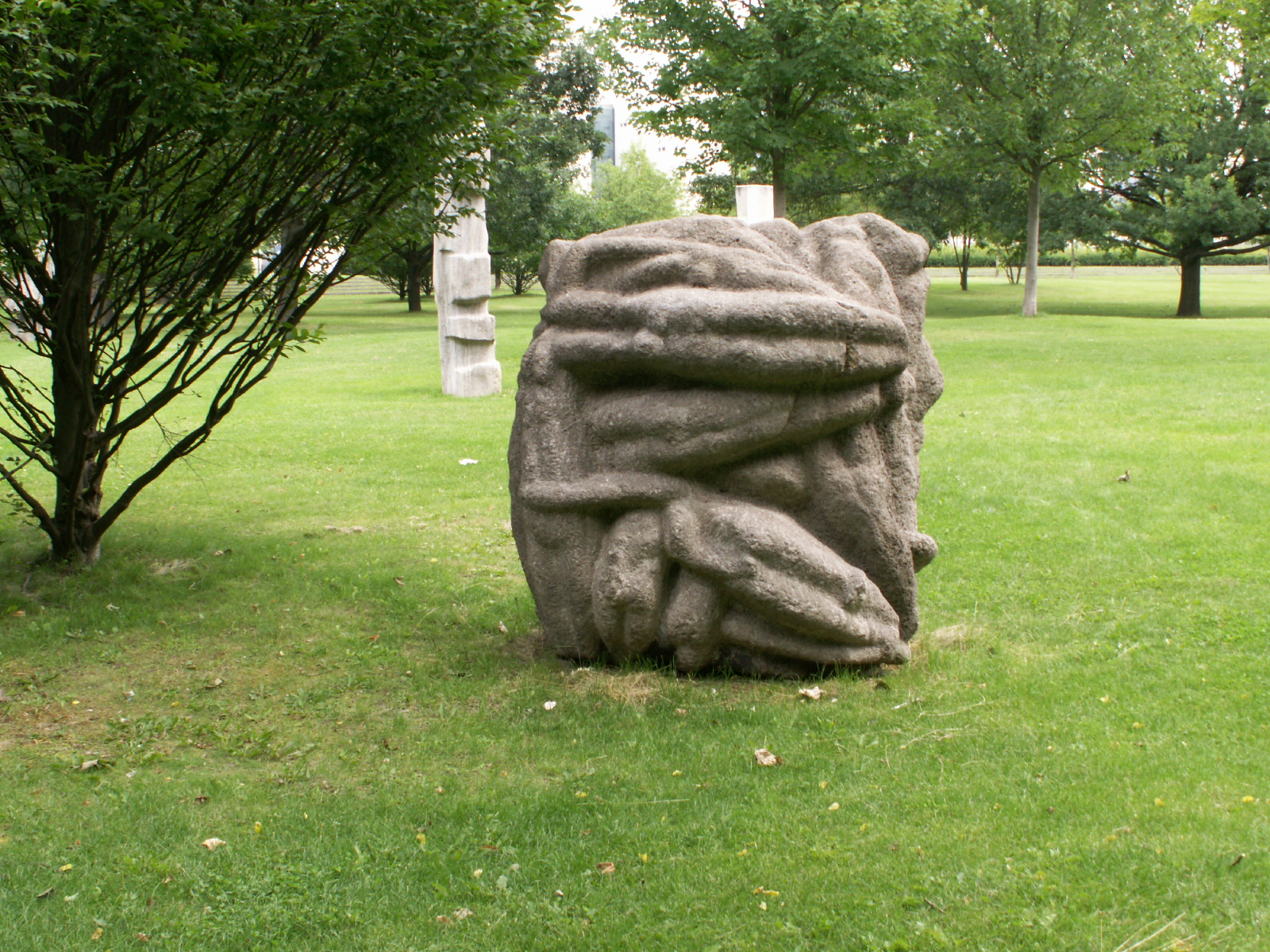
ルディガー・ウトツ・カップマン
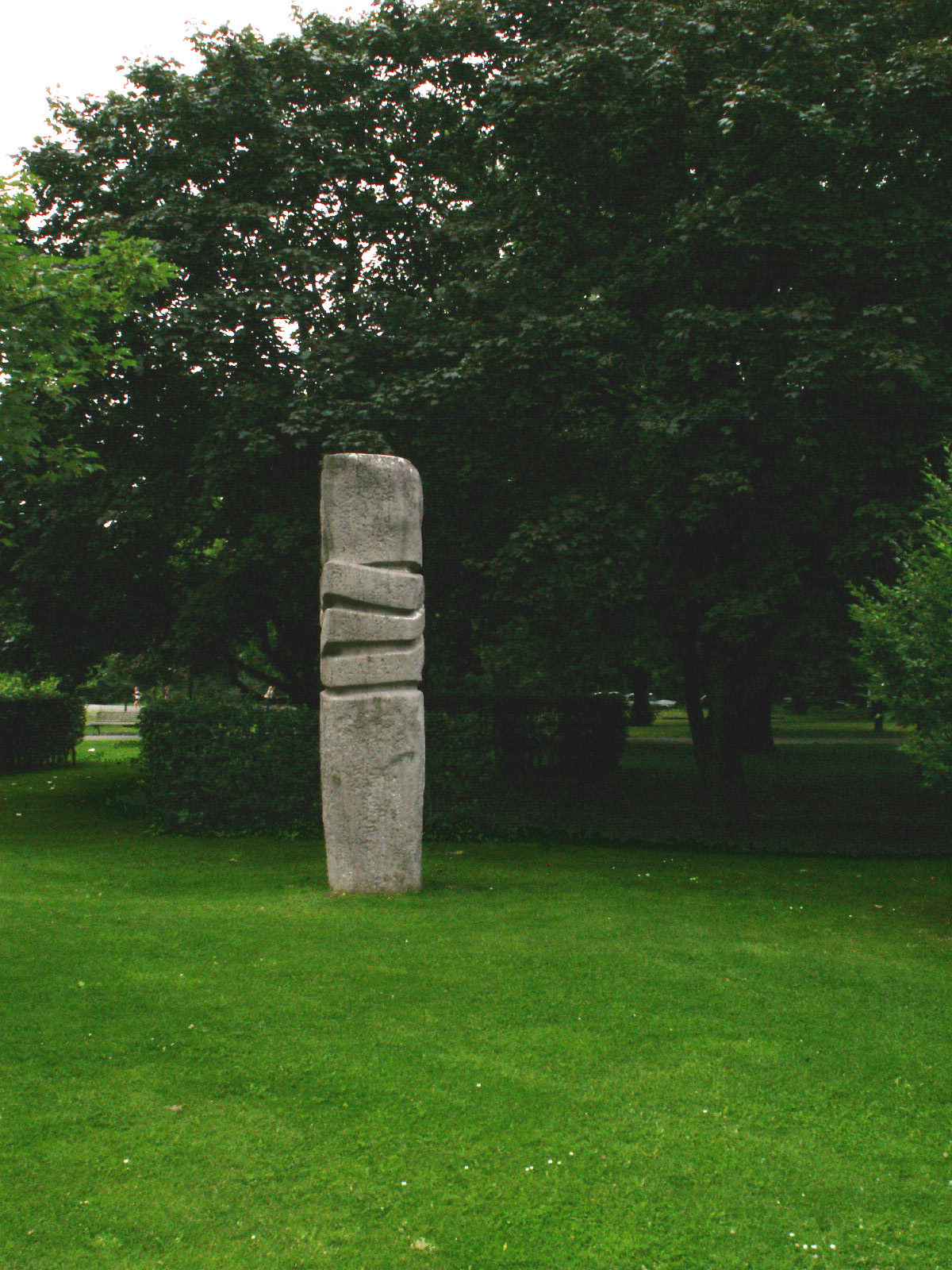
水井康雄
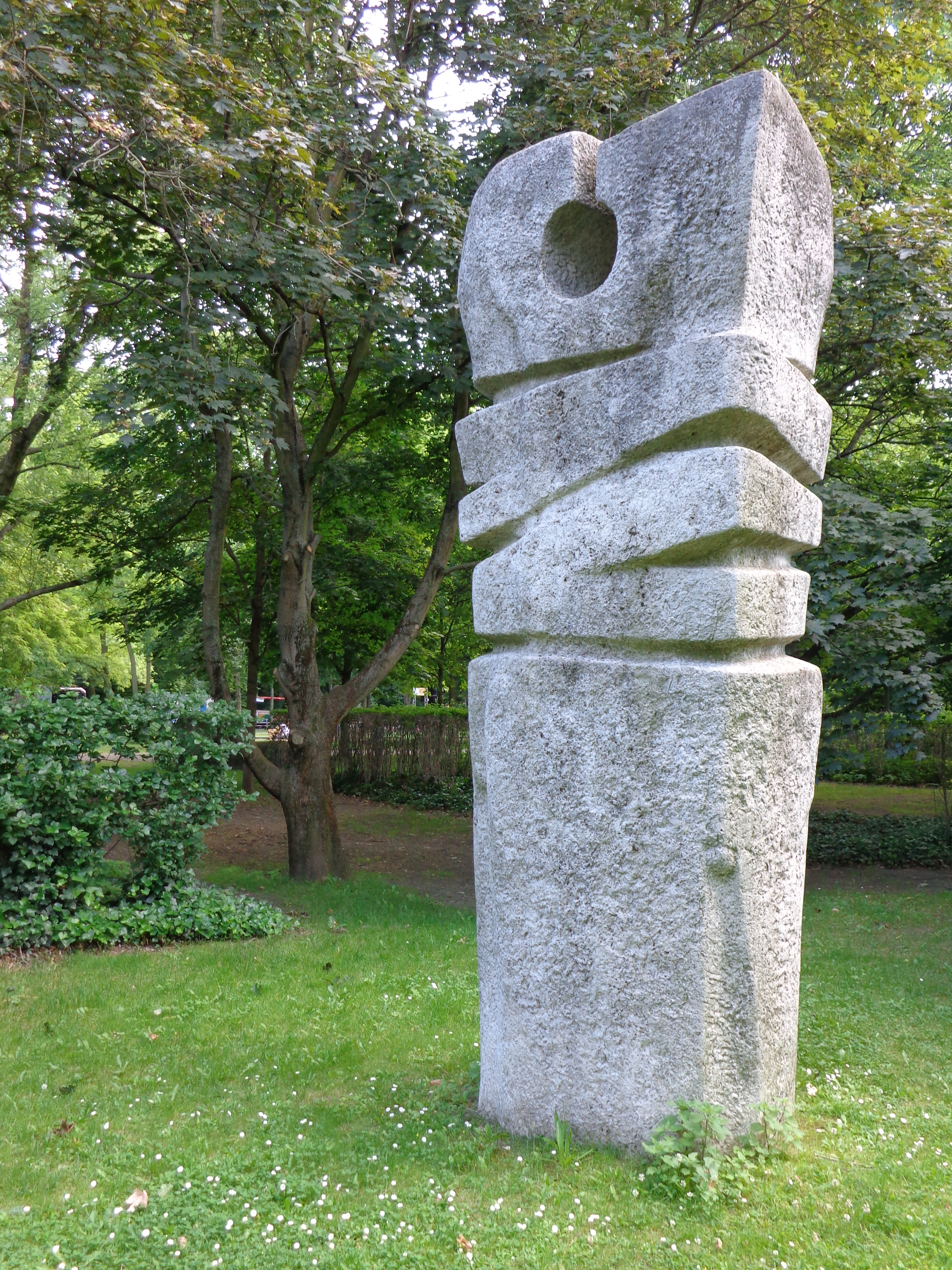
水井康雄　（1962年5月）　愛の鍵
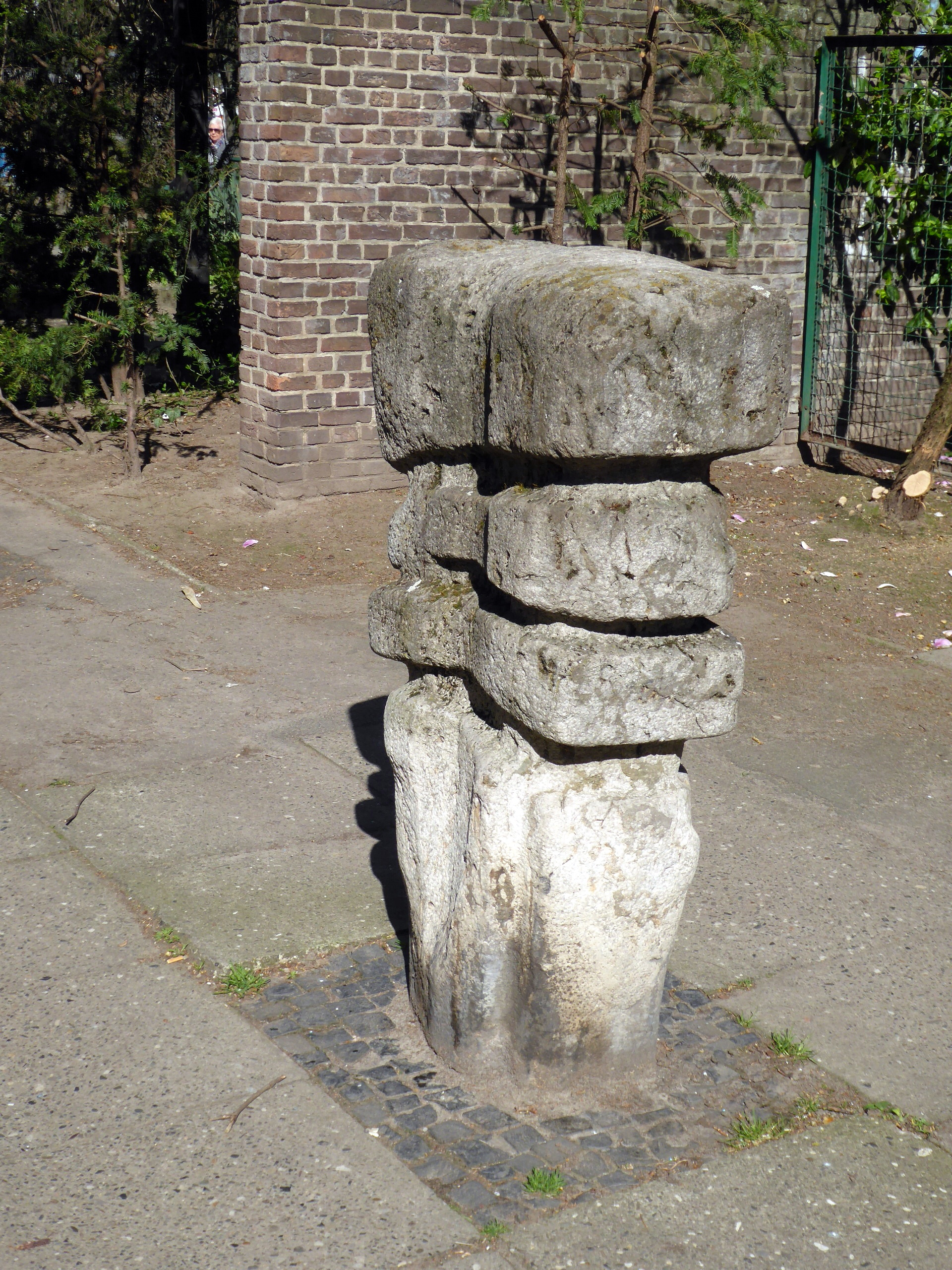
水井康雄 1963年 - 鍵